# Kamienna Góra
Kamienna Góra [kaˈmʲɛnːa ˈgura] (deutsch: Landeshut (in Schlesien)) ist eine Kreisstadt in der Woiwodschaft Niederschlesien in Polen. Sie ist Sitz des Powiat Kamiennogórski sowie der gleichnamigen Landgemeinde, der sie jedoch nicht angehört. Die Stadt ist Mitglied der Euroregion Neiße.

## Geographische Lage
Kamienna Góra liegt etwa 26 Kilometer südöstlich von Jelenia Góra (Hirschberg) am Bober, zwischen dem Landeshuter Kamm und dem Waldenburger Bergland sowie dem Rabengebirge auf 442 m ü. NHN. Durch den Ort führt Straßenverbindung zwischen dem nördlichen Schlesien und Prag.

## Geschichte

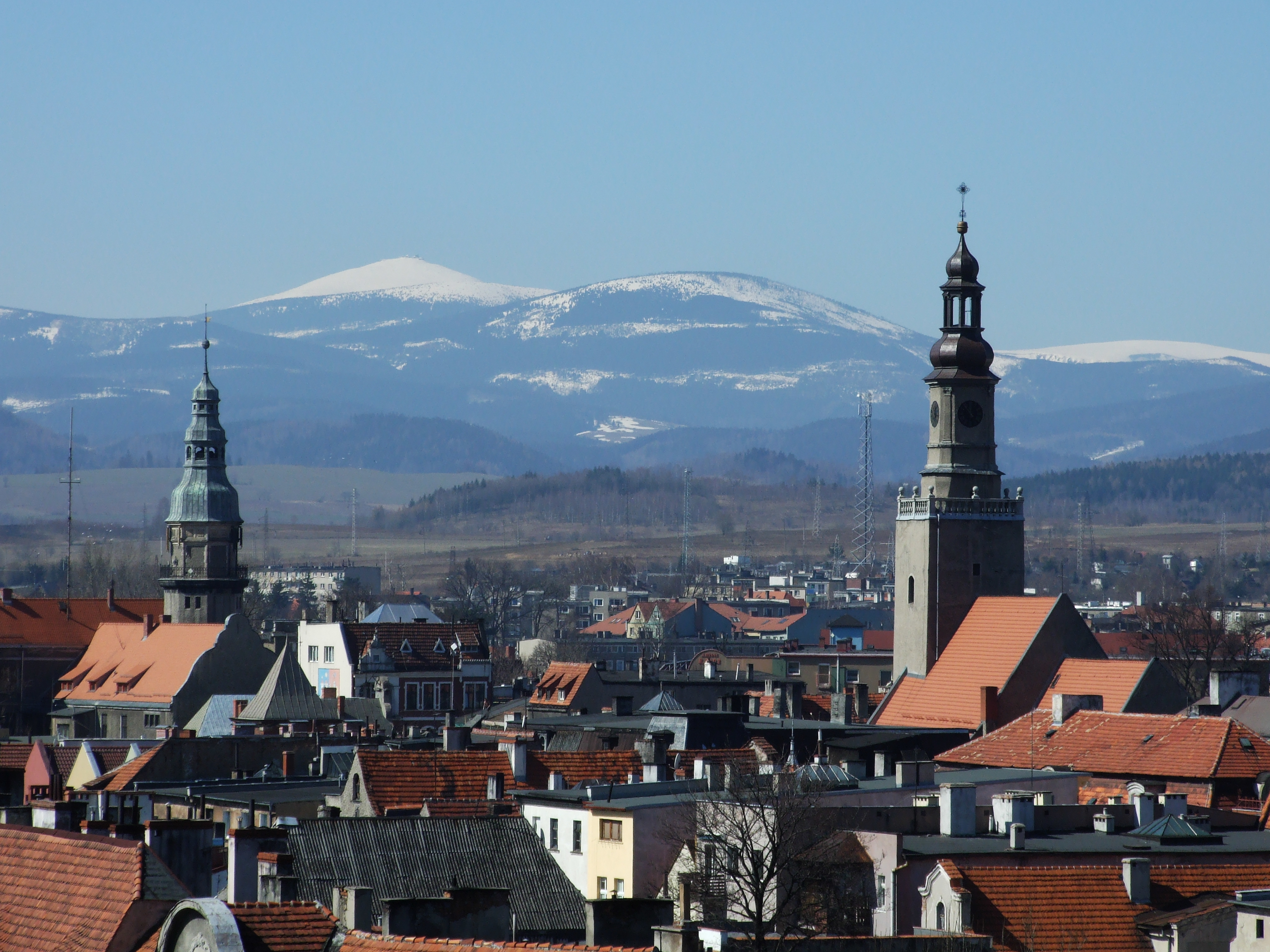
Stadtzentrum mit der Schneekoppe im Hintergrund (2009).

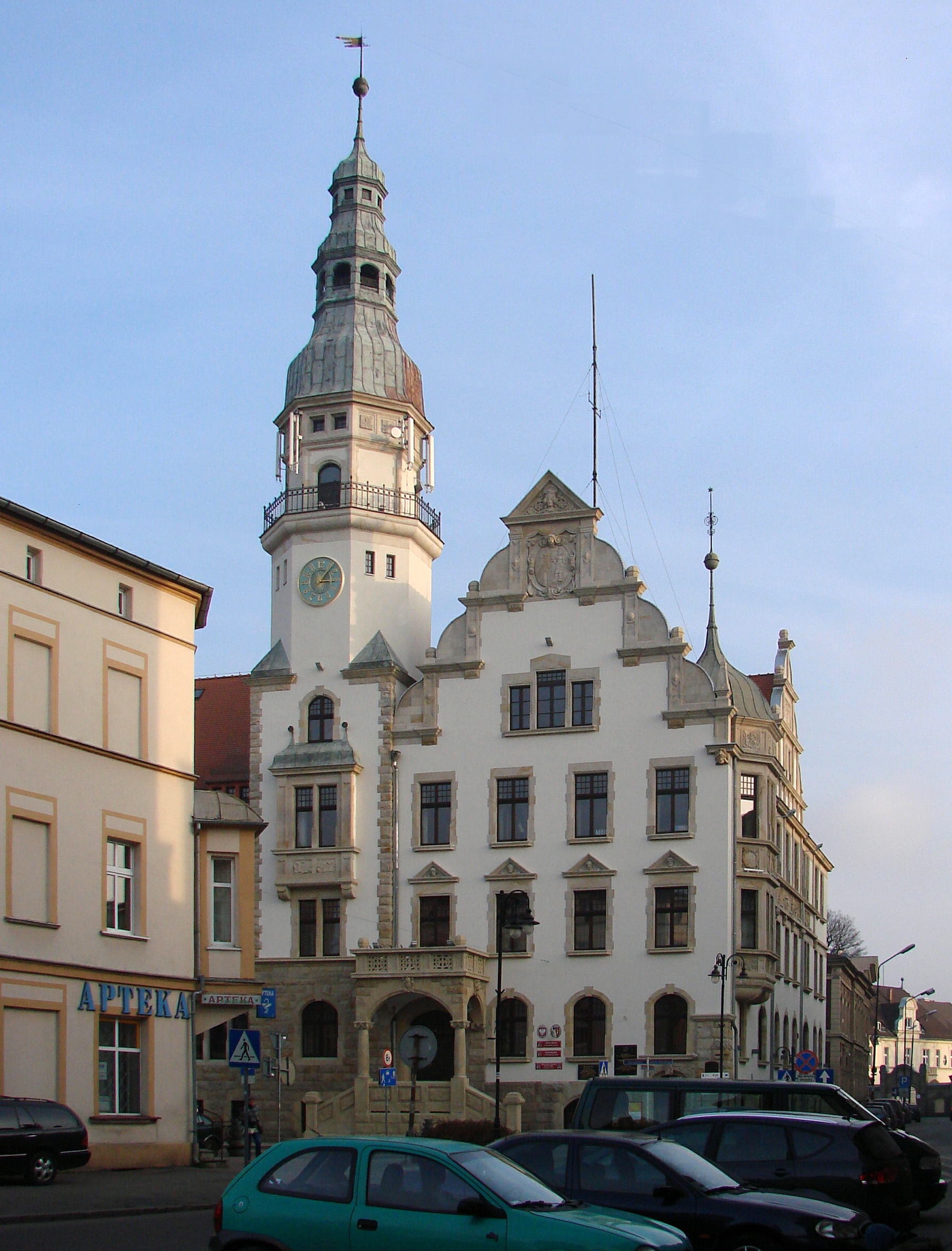
Rathaus

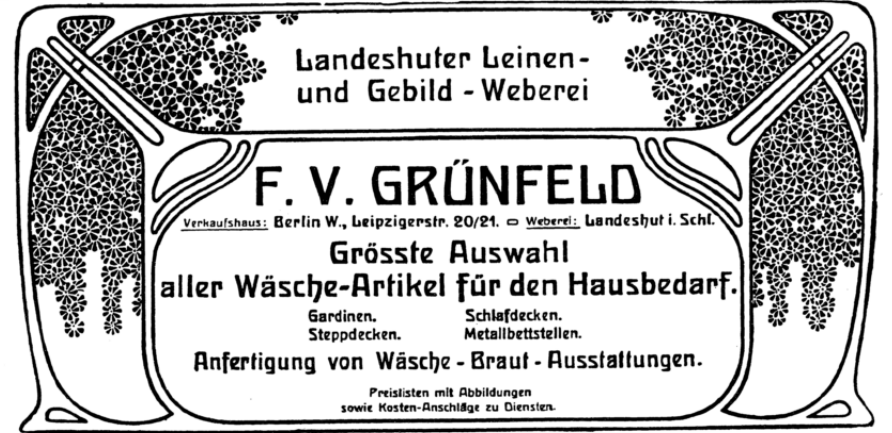
F. V. Grünfeld (1912)

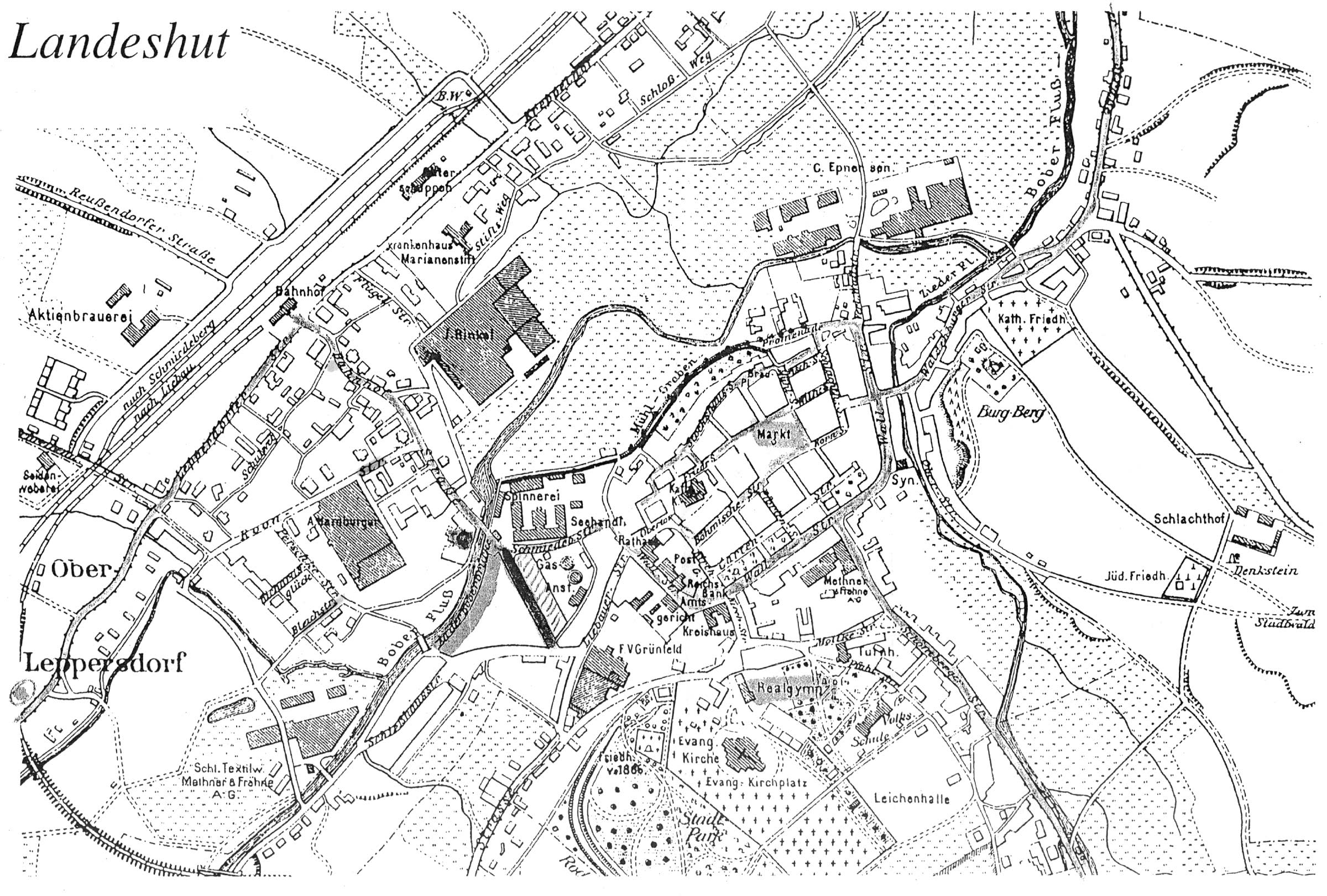
Stadtplan von 1934.

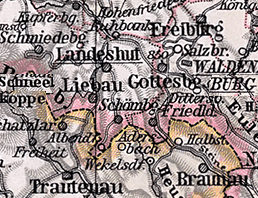
Landeshut auf einer Landkarte von 1905.

Südlich des Gebietes von Landeshut verlief vor der Kolonisation der Grenzwald. Das spätere Stadtgebiet wurde 1254 durch Herzog von Schlesien Boleslaus II. den Benediktinern des böhmischen Klosters Opatowitz verliehen, die bereits 1242 das Kloster Grüssau gegründet hatten. Nachdem das Kloster Grüssau 1292 an die Zisterzienser gelangte, fälschten diese eine auf das Jahr 1249 datierte Urkunde, mit der sie einen Anspruch auf Landeshut nachweisen wollten.
Landeshut gehörte zum Herzogtum Schweidnitz-Jauer und wurde vermutlich zwischen 1289 und 1292 von Herzog Bolko I. als „Landishute“ zur Sicherung der Grenze gegenüber Böhmen gegründet. Die Datierung ergibt sich daraus, dass Bolko I. 1289 dem Kloster Opatowitz das Landeshuter Gebiet abkaufte, und für 1292 in der Stiftungsurkunde des Klosters Grüssau die „civitas Landishute“ belegt ist. Die Stadt wurde gitterförmig mit einem rechteckigen Ring und einer Stadtmauer angelegt, die mit einem Ober- und Niedertor versehen wurde. 1334 bestätigte Bolko II. die Stadtrechte sowie die freie Ratswahl. In der Urkunde wird zudem erwähnt, Bolko I. habe Landeshut „von neuer wurtzel uss hat gesatzt“. 1334 besaß Landeshut das Meilenrecht, 1341 kam der Salzmarkt und das Braurecht für das ganze Weichbild hinzu. Nach dem Tod des Herzogs Bolko II. 1368 fiel das Herzogtum Schweidnitz erbrechtlich an Böhmen, wobei seiner Witwe Agnes von Habsburg bis zu ihrem Tod 1392 die Nutznießung zustand. 1426 brannten die Hussiten Landeshut nieder.
1477 übertrug der böhmische König Vladislav II. die „vff schlesischer granecz“ gelegene Stadt Landeshut an den Glatzer Landeshauptmann Hans von Warnsdorf und an dessen Schwiegersohn Friedrich von Schönburg (Schumburg). Nachdem dessen ältester Sohn Johann eines gewaltsamen Todes gestorben war, erbte Landeshut dessen jüngerer Bruder Karl von Schönburg, der am 8. September 1526 in Landeshut verstarb.
1527 erwarb Landeshut die Erbvogtei, die seit 1477 im Besitz des Klosters Grüssau gewesen war. Von Bedeutung war im 15. Jahrhundert die Tuchmacherei, im 16. Jahrhundert kam die Leinweberei hinzu. Anfang des 16. Jahrhunderts erwarb die prosperierende Stadt das Zollrecht, das bis dahin Hans von Dyhrn auf Kreppelhof besaß. 1562 bekannte sich ein Großteil der Einwohner zur Reformation. Im Dreißigjährigen Krieg wurde Landeshut geplündert und von Bränden und Epidemien heimgesucht. Nach Kriegsende 1648 stellte sich allmählich ein wirtschaftlicher Aufschwung ein. Die Gegenreformation wurde auch in Landeshut durchgeführt. Für das Jahr 1658 ist eine Zunft der Züchner belegt, 1677 schlossen sich die Landeshuter Kaufleute zu einer Kaufmannsinnung zusammen. 1707 wurde mit der Altranstädter Konvention der Bau der Gnadenkirche ermöglicht.
Als Folge des Ersten Schlesischen Kriegs fiel Landeshut zusammen mit dem größten Teil Schlesiens 1742 an Preußen. Im Zweiten Schlesischen Krieg fand 1745 bei Landeshut eine Schlacht zwischen Preußen und Österreich statt, wobei die Preußen gewannen. Dagegen endete 1760 im Siebenjährigen Krieg die Schlacht bei Landeshut mit einem Sieg der Habsburger. Die Stadt wurde während der Kämpfe erheblich beschädigt und erhielt Aufbauhilfe vom preußischen König Friedrich II. Für das Jahr 1787 sind 2790 Einwohner nachgewiesen, und 1789 bestand die Stadt aus 189 Häusern innerhalb der Mauern und 300 Häusern in den Vorstädten. Wegen der Aufkaufspraktiken der Garnhändler kam es 1793 auch in Landeshut zu Weberunruhen. Trotzdem vervierfachte sich von 1765 bis 1805 die Leinwandausfuhr. Nach der Neugliederung Preußens gehörte Landeshut seit 1815 zur Provinz Schlesien und war ab 1816 Sitz des Landkreises Landeshut, mit dem es bis 1945 verbunden blieb.
Im 19. Jahrhundert entstanden große maschinelle Webereien (Carl und Robert Methner, J. Rinkel, F. V. Grünfeld, Albert Hamburger AG, C. Epner u. a.) sowie weitere Industriebetriebe. Der wirtschaftliche Aufschwung wurde durch den Anschluss an die Eisenbahn ermöglicht. 1869 wurde die Strecke Ruhbank–Landeshut–Liebau in Betrieb genommen, 1899 eröffnete die Ziederthal-Eisenbahn-Gesellschaft die Strecke Landeshut–Albendorf und 1905 folgte die Strecke Schmiedeberg-Landeshut. Durch seine landschaftlichen Lage entwickelte sich Landeshut zudem zu einem beliebten Fremdenverkehrsort.
Am Anfang des 20. Jahrhunderts hatte Landeshut eine evangelische Kirche, eine katholische Kirche, eine Synagoge, ein Realgymnasium, eine Handelskammer und war Sitz eines Amtsgerichts. Der spätere Richter am Oberlandesgericht in Breslau und Professor für Bürgerliches Recht an der Universität Jena Fritz Steffen war an diesem Gericht ab 2. August 1911 Rechtsreferendar. Im Jahre 1939 wurden 13.461 Einwohner gezählt.
Während des Zweiten Weltkriegs wurde ein Teil der Kugellagerproduktion aus der von den Alliierten bombardierten Kugellagerfabrik FAG Kugelfischer in Schweinfurt nach Landeshut verlagert. Im Juli 1944 wurde das KZ-Außenlager Landeshut, ein Außenlager des KZ Groß-Rosen, für Zwangsarbeiter errichtet. Am 9. Mai 1945 wurde die Stadt von Einheiten der Roten Armee besetzt.
Als Folge des Zweiten Weltkrieges fiel Landeshut mit dem größten Teil Schlesiens an Polen und wurde zunächst in Kamieniogóra und am 7. Mai 1946 in Kamienna Góra umbenannt. Die einheimische deutsche Bevölkerung wurde – soweit sie nicht schon vorher geflohen war – vertrieben. Die neu angesiedelten Bewohner waren teilweise Zwangsausgesiedelte aus Ostpolen, das an die Sowjetunion gefallen war.
Nach 1945 befanden sich in der Stadt die Leinenfabrik Len, die Bekleidungsfabrik Polgar, die Leder- und Gerberei Karkonosze, eine Seidenfabrik und die Textilmaschinenfabrik Dofama. Zur Behandlung der osteoartikulären Tuberkulose wurde ein Sanatorium eingerichtet. Von 1975 bis 1998 gehörte Kamienna Góra zur Woiwodschaft Jelenia Góra.

## Sehenswürdigkeiten

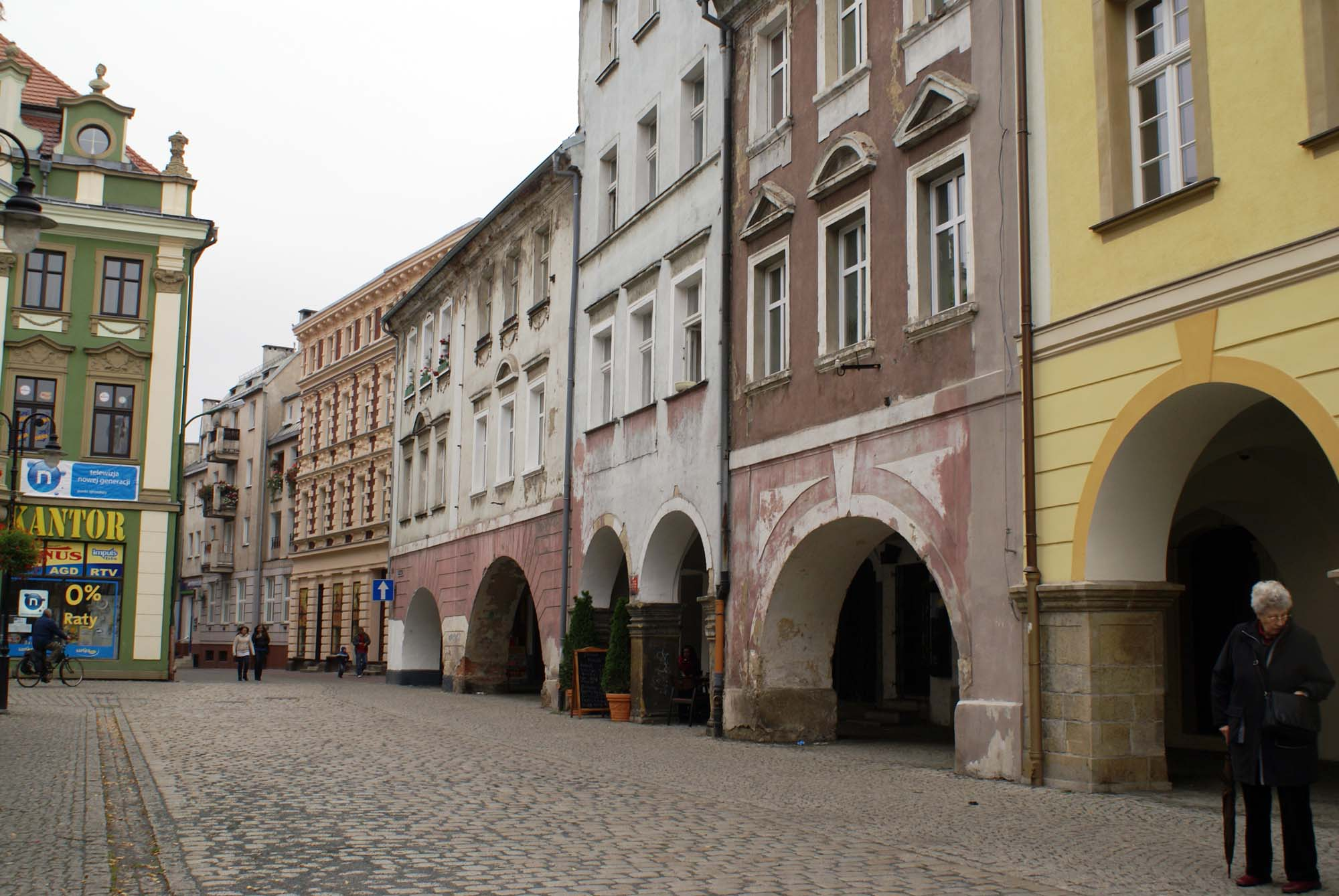
Partie am Ring

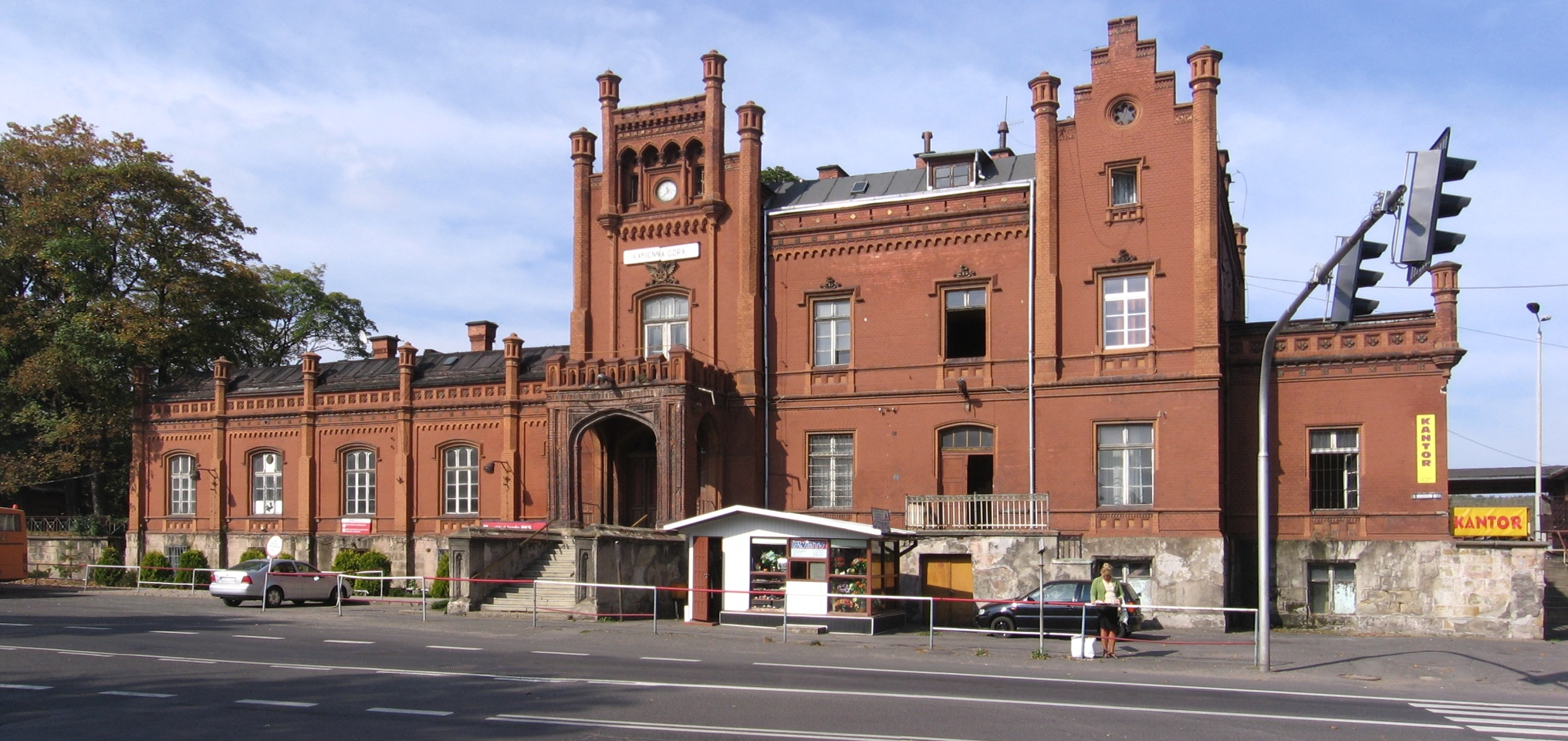
Bahnhofsgebäude, erbaut 1869

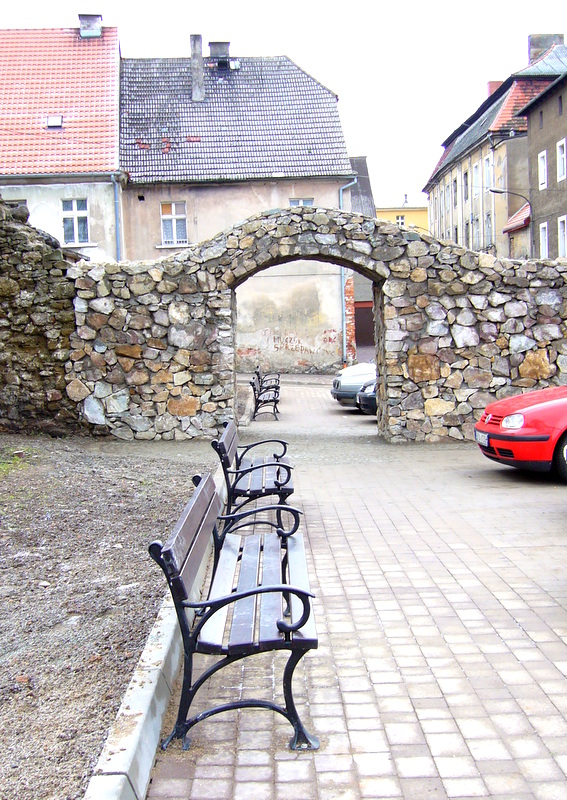
Reste der mittelalterlichen Stadtbefestigung.

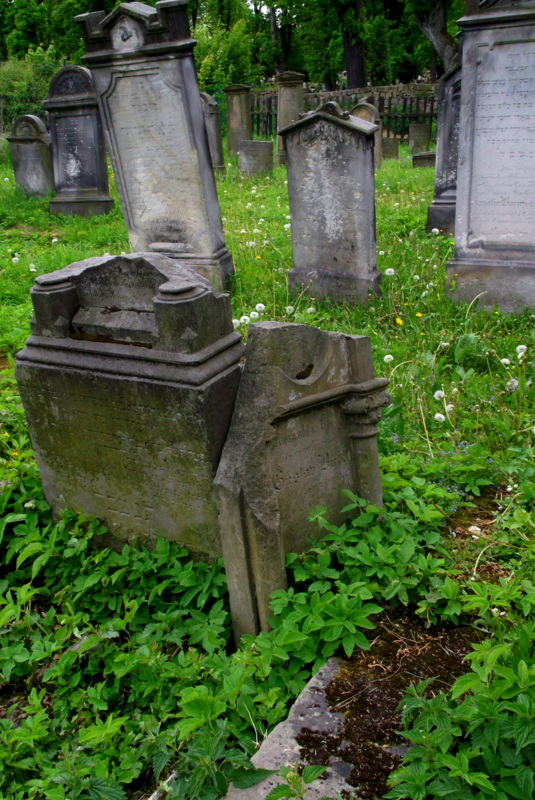
Jüdischer Friedhof

- Die römisch-katholische Pfarrkirche St. Peter und Paul (polnisch Kośćiół ŚŚ. Piotra i Pawła) wurde erstmals 1294 erwähnt und in der zweiten Hälfte des 16. Jahrhunderts neu errichtet. Während der Reformation von 1562 bis 1629 und von 1634 bis 1637 diente sie als evangelisches Gotteshaus. 1895 erfolgte eine Restaurierung im Stil der Neugotik. Kanzel sowie Orgelempore sind barock. Die Skulptur der hl. Anna Selbdritt stammt aus dem Anfang des 16. Jahrhunderts, das steinerne Taufbecken aus der Zeit um 1580. An der Außenmauer befinden sich Epitaphien aus Stein. Das 1885 aus Reichen im Landkreis Guhrau in die Kirche translozierte Pentaptychon der hl. Anna aus dem Jahr 1520 wurde nach dem Zweiten Weltkrieg in das Breslauer Nationalmuseum verbracht.
- Die ehemals evangelische Gnadenkirche der hl. Dreifaltigkeit dient seit 1945 als katholische Pfarrkirche St. Maria Rosenkranz (Kośćiół Matki Boskiej Różańcowej). Sie wurde 1709 bis 1720 nach Plänen des Tallinner Baumeisters [Martin Frantz] nach Vorbild der Stockholmer Katharinenkirche im Stil des Barock errichtet und reich ausgestattet. 1959 bis 1964 wurde der Innenraum umgebaut und ein Großteil der Innenausstattung demontiert. Erhalten sind das Gitter des Haupteingangs sowie Epitaphien, die in die Balustrade der Außentreppe eingelassen wurden. Die ursprüngliche Orgel wurde in die Warschauer Garnisonskirche verbracht. Auf dem Friedhof befindet sich eine spätbarocke Kapelle von 1783.
- Das im Stil der Neorenaissance erbaute Rathaus wurde 1905 eingeweiht und befindet sich am heutigen Plac Grunwaldzki. Ein erstes Rathaus wurde in Landeshut bereits 1564 erwähnt. Dieses brannte 1638 während des Dreißigjährigen Krieges aus. Es wurde 1660 wieder aufgebaut und 1873 wieder abgerissen. Daraufhin erwarb die Stadt das Conrad’sche Haus in der damaligen Kirchgasse. Am 29. Januar 1903 beschloss die Stadt einen Rathausneubau. Der Grundstein wurde am 23. Juni 1904 gelegt, die Einweihung folgte am 30. November 1905. Den Entwurf lieferten die Breslauer Architekten Richard Gaze und Alfred Böttcher.[10] Die Skulpturen an den Fassaden und in den Innenräumen schuf der Breslauer Bildhauer Richard Schipke. Seit Juni 1977 steht das Gebäude unter Denkmalschutz.[11]
- Am Ring (Rynek), befinden sich Bürgerhäuser aus dem 17. bis zum 19. Jahrhundert.
- Nordöstlich der Gnadenkirche befindet sich die ehemalige evangelische Mittelschule für Mädchen aus dem 2. Viertel des 18. Jahrhunderts sowie die Kantorei von 1725.
- Das Pfarrhaus stammt aus der 2. Hälfte des 18. Jahrhunderts.
- Ruine von Schloss Kreppelhof, das 1964 ausbrannte.
- Im Stadtgebiet befinden sich noch zwei jüdische Friedhöfe, die in den Jahren 1824 und 1881 angelegt wurden.[12][13]
- Das alte Bahnhofsgebäude wurde 1869 erbaut.[14]
- Etwa fünfhundert Meter südwestlich des Zentrums befindet sich der Eingang zum Projekt Arado, einem Erlebnismuseum zu einem ausgedehnten unterirdischen Baukomplex, der hier während des Zweiten Weltkriegs errichtet wurde, und heute als „Hitlers verlorenes Labor“ (polnisch Zaginione Laboratorium Hitlera) besichtigt werden kann.[15]

## Einwohnerentwicklung
Zwischen 1998 und 2020 nahm die Bevölkerung von 23.123 auf 18.585 Einwohner ab.
| Jahr | Einwohner | Anmerkungen                                                                                  |
| ---- | --------- | -------------------------------------------------------------------------------------------- |
| 1816 | 03125     | [ 17 ]                                                                                       |
| 1825 | 03344     | davon 2660 Evangelische, 667 Katholiken, 17 Juden                                            |
| 1840 | 03674     | davon 2835 Evangelische, 786 Katholiken, 53 Juden                                            |
| 1867 | 05256     | am 3. Dezember                                                                               |
| 1871 | 05671     | am 1. Dezember, davon 4045 Evangelische, 1442 Katholiken, zwölf sonstige Christen, 172 Juden |
| 1890 | 07572     | davon 4458 Evangelische, 2659 Katholiken, 147 Juden                                          |
| 1900 | 08241     | meist Evangelische                                                                           |
| 1925 | 13.104    | davon 8265 Evangelische, 4358 Katholiken, 47 sonstige Christen, 67 Juden                     |
| 1933 | 13.907    | davon 8951 Evangelische, 4367 Katholiken, 10 sonstige Christen, 77 Juden                     |
| 1939 | 13.461    | davon 8567 Evangelische, 4290 Katholiken, 39 sonstige Christen, 14 Juden                     |

## Wirtschaft
Kamienna Góra ist ein Industriezentrum mit Textil-, Lebensmittel- und Maschinenindustrie. Zu den größeren Betrieben in der Stadt gehören: Dofama THIES sp. (Textilmaschinen), Spółdzielnia Mleczarska KaMos (Molkereigenossenschaft), Kowary Carpets sp. z o.o. (Teppichweberei), Świat Lnu sp.z o.o. (Leinenstoffe), Effect-System S.A. (Multiformatdruck, Stoffproduktion) sowie die SOPP Packaging Sp. z o.o. z o. o.
Die Stadt ist Dienstleistungs- und Handelszentrum für den Bezirk Kamienna Góra; es gibt Dienstleistungs- und Handelsunternehmen, Banken, Versicherungen, Tankstellen, zwei Krankenhäuser (das Bezirkskrankenhaus und das Niederschlesische Rehabilitationszentrum) sowie Niederlassungen von Kaufland, Intermarché, Bricomarché, Lidl, Biedronka, Aldi, Dino und Filialen von Powszechna Spółdzielnia Spożywców Społem, Żabka, Neonet, Avans, Media Expert, Bodzio sowie Jysk.

## Verkehr
Folgende Straßen kreuzen sich in der Stadt:
- Die Nationalstraße 5 führt von Breslau nach Kamienna Góra.
- Die Woiwodschaftsstraße 367 von Jelenia Góra nach Wałbrzych verläuft durch die Stadt.
- Die Eisenbahnlinie Nr. 298 verbindet den Bahnhof Kamienna Góra mit dem Bahnhof Sędzisław. Sie ist nicht elektrifiziert.
- Die Bahnstrecke Kamienna Góra–Okrzeszyn war eine Kleinbahn. Der Personenverkehr wurde am 1. Januar 1954 eingestellt; der Güterverkehr 1992.
- Die Bahnstrecke Kamienna Góra–Jelenia Góra ist eine stillgelegte Nebenbahn. Seit dem 1. Januar 2007 ist die Gesamtstrecke stillgelegt.

Die Landgemeinde Kamienna Góra umfasst ein Gebiet von 158,1 km², auf denen 8997 Einwohner leben (Stand 31. Dezember 2020). Die namensgebende Stadt Kamienna Góra ist aber nicht Teil der Landgemeinde, sondern bildet eine eigene Stadtgemeinde.

## Söhne und Töchter der Stadt
Nach Geburtsjahr geordnet

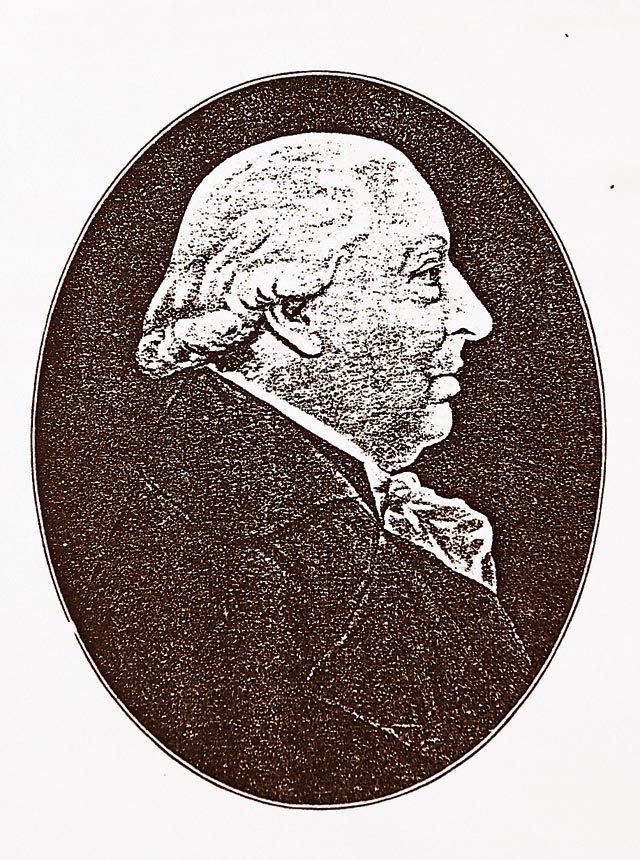
Carl Gotthard Langhans

- Enoch Gläser (1628–1668), Jurist und Pastoraldichter
- Gottfried Wiesener (1640–nach 1686), kursächsischer Leibarzt und Rat
- Christian Ludovici (1663–1732), Klassischer Philologe und Orientalist
- Gottfried Benjamin Schäl (1697–1761), evangelischer Theologe
- Christian Samuel Ulber (1714–1776), evangelischer Theologe
- Carl Gotthard Langhans (1732–1808), Baumeister
- Alexander Falk (1805–1887), Lehrer und Politiker
- Heinrich Adamy (1812–1897), Geograph und Lehrer
- Gustav Adolph Schlöffel (1828–1849), Revolutionär
- Theodor Schuchardt (1829–1892), Unternehmer, Pharmazeut, Botaniker und Mineralienhändler
- Gustav von Schrötter (1830–1919), preußischer Generalleutnant
- Carl Jentsch (1833–1917), deutscher Theologe, Priester, Schriftsteller und Publizist
- Heinrich Oberländer (1834–1911), Schauspieler
- Wilhelm von Schroetter (1837–1918), Preußischer Verwaltungsbeamter und Landrat von Wittgenstein
- Wilhelm Fries (1845–1928), deutscher Philologe und Pädagoge
- Julian Prerauer (1848–1934), Industrieller
- Moritz Seidel (Politiker) (1853–1926), Landrat in Schlesien, MdHdA
- Hermann von Chappuis (1855–1925), Landrat und Ministerialbeamter in Preußen
- Bernhard Nocht (1857–1945), Tropenmediziner
- Ewald Vogtherr (1859–1923), Politiker (SPD)
- Johann Modler (1875–1964), Erfinder und Unternehmer
- Hermann Koenig (1883–1961), Landschaftsarchitekt
- Marie Muthreich (1884–1961), Lyrikerin und Erzählerin
- Friedrich Iwan (1889–1967), Maler und Grafiker
- Walther Arndt (1891–1944), Zoologe
- Georg Schubert (1899–1968), Bildhauer
- Gerhard Fischer (1899–1988), Erfinder
- Viktor Hamburger (1900–2001), Biologe
- Rudolf Hamburger (1903–1980), Architekt und GRU-Agent
- Edelhard Rock (1908–1985), Buchdrucker, Verleger und Politiker (CDU), MdB
- Paul Rudolf Opitz (1910–2010), Segelflieger und Testpilot
- Georg Ebersbach (1913–1993), Diplom-Volkswirt und Verbandsfunktionär
- Kurt Erlebach (1922–2008), Politiker (KPD)
- Georg Kretschmar (1925–2009), evangelischer Theologe
- Peter Rummel (1927–2014), katholischer Kirchenhistoriker
- Horst Weigelt (1928–2018), Eisenbahningenieur und -Autor
- Konrad Pätzold (1928–2017), Bauingenieur
- Günter Berndt (* 1932), evangelischer Theologe
- Joachim Wiesner (1934–2009), Politikwissenschaftler
- Jürgen Räuschel (1936–2005), Wirtschaftsjournalist und Verleger
- Hartmut Kleineidam (1939–1990), Romanist
- Gosia Dobrowolska (* 1958), polnisch-australische Schauspielerin
- Ewelina Benbenek (* 1985), Dramatikerin und Literaturwissenschaftlerin
- Damian Dąbrowski (* 1992), Fußballspieler
- Przemysław Pancerz (* 1998), Biathlet

## Sagen
In Landeshut spielt die Rübezahl-Sage Meister Zwirbel. Nach der Sage betrog der Landeshuter Schneidermeister Leberecht Zwirbel Rübezahl um zwei Ellen Tuch und musste zur Strafe auf einem Ziegenbock vom Stadttor bis zu seinem Wohnhaus reiten. Zwirbel wäre seitdem der ehrlichste Schneider der Region gewesen.